# Suede (együttes)
A Suede (jelentése: szarvasbőr) egy népszerű brit pop/rock együttes. Tagjai: Brett Anderson, Matt Osman, Simon Gilbert, Richard Oakes és Neil Codling. (Codling később szerepelt a szintén brit Penguin Cafe zenekarban is.) Volt tagok: Justine Frischmann, Bernard Butler és Alex Lee.
1989-ben alakultak meg Londonban. Alternatív rockot, glam rockot és art rockot játszanak. Fennállásuk alatt 7 nagylemezt jelentettek meg.
Lemezkiadóik: Nude Records, Columbia Records, Sony BMG. Amerikában "The London Suede" néven ismertek. 2003-ban feloszlottak, de 2010 óta újból aktív a zenekar. Első két nagylemezük bekerültek az 1001 lemez, amelyet hallanod kell, mielőtt meghalsz című könyvbe.
A Melody Maker magazin 1992-ben a legjobb brit együttesnek nevezték a Suede zenekart.

## Diszkográfia
- Suede (1993)
- Dog Man Star (1994)
- Coming Up (1996)
- Head Music (1999)
- A New Morning (2002)
- Bloodsports (2013)
- Night Thoughts (2016)
- The Blue Hour (2018)
- Autofiction (2022)
- Antidepressants (2025)